# Schweizer Cup (Fussball, Männer) 2019/20
Der 95. Schweizer Cup (Helvetia Schweizer Cup) im Fussball wurde in den Jahren 2019 und 2020 ausgetragen. Aufgrund des Coronavirus-Ausbruchs und der daraus folgenden Massnahmen wurde entschieden, die Viertelfinals auf ein zunächst unbestimmtes Datum zu verschieben. Der Final fand nicht wie ursprünglich vorgesehen am 24. Mai, sondern erst am 30. August statt. Der BSC Young Boys gewann ihn.

## Modus
Es wurden sechs Runden (1/32-, 1/16-, 1/8-, 1/4- und 1/2-Final, Final) gespielt.
Zehn Vereine aus der Super League und neun Mannschaften der Challenge League waren direkt für den Schweizer Cup qualifiziert. Zudem hatten sich in Vorqualifikationen und Regionalausscheidungen 44 Vereine aus der Promotion League, 1. Liga, 2. Liga interregional und aus Amateurligen qualifiziert. Der letzte Platz ging an den Suva-Fairplay-Trophy-Sieger.
Mannschaften aus dem Fürstentum Liechtenstein sind nicht teilnahmeberechtigt, da die Liechtensteiner Clubs zwar am Schweizer Meisterschaftsbetrieb teilnehmen, aber im eigenständigen Liechtensteiner Cup starten. Dies betraf auch den Challenge-League-Club FC Vaduz. Sein Platz ging an die Erste Liga (Promotion League und 1. Liga). Zudem sind die U-21-Mannschaften aus der Promotion League nicht spielberechtigt, genauso wie sämtliche weiteren Reserve-Teams. Wenn ein Reserve-Team eine Regionalausscheidung gewonnen hat, bekommt die erste Mannschaft den Startplatz im Schweizer Cup zugesprochen, es sei denn, die erste Mannschaft sei schon für den Wettbewerb qualifiziert. Wenn dies der Fall ist, erhält der Finalgegner der Regionalausscheidung den Startplatz.
Der Schweizer Cup wird im K.-o.-System ausgetragen. In der Regel wird jede Runde innert maximal drei Tagen gespielt. Den Heimvorteil erhalten die erstgezogenen Mannschaften, ausser in den Runden 1 bis 3, dort erhalten die Mannschaften aus der niedrigeren Liga den Heimvorteil, auch wenn sie nicht zuerst gezogen wurden.
- 1. Runde (16., 17. und 18. August 2019): 64 Teams, die Sieger waren für die 2. Runde qualifiziert.
- 2. Runde (14. und 15. September 2019): 32 Teams, die Sieger waren für die Achtelfinals qualifiziert.
- Achtelfinals (30. und 31. Oktober 2019): 16 Teams, die Sieger waren für die Viertelfinals qualifiziert.
- Viertelfinals (14. Juni, 5. und 6. August 2020): 8 Teams, die Sieger waren für die Halbfinals qualifiziert.
- Halbfinals (9. und 25. August 2020): 4 Teams, die Sieger qualifizierten sich für den Final.
- Final (30. August 2020) im Stade de Suisse in Bern: Der Sieger gewann den 95. Schweizer Cup.

Der Cupsieger hätte das Startrecht in der dritten Qualifikationsrunde der UEFA Europa League 2020/21 erhalten. Aufgrund des Coronavirus-Ausbruchs wurde der für den Cupsieger vorgesehene Europacup-Platz der Meisterschaft der Super League 2019/20 zugesprochen. Grund dafür war, dass alle vier Schweizer Europacup-Teilnehmer 2020/21 definitiv bis am 3. August 2020 namentlich der UEFA gemeldet werden mussten. Eine Verlängerung dieser Frist lehnte die UEFA trotz mehreren Gesuchen des SFV ab.

## Teilnehmende Mannschaften
Am Schweizer Cup nahmen insgesamt 64 Mannschaften teil.
| Raiffeisen Super League die 10 Vereine der Saison 2019/20 | Brack.ch Challenge League 9 Vereine der Saison 2019/20 | Promotion League 9 Vereine der Saison 2019/20 | 1. Liga 10 Vereine der Saison 2019/20 | 2. Liga interregional 12 Vereine der Saison 2019/20 | tiefere Spielklassen 14 Vereine der Saison 2019/20 |
| FC Basel (BS) FC Lugano (TI) FC Luzern (LU) Neuchâtel Xamax FCS (NE) Servette FC Genève (GE) FC Sion (VS) FC St. Gallen (SG) FC Thun (BE) BSC Young Boys (BE) FC Zürich (ZH) | FC Aarau (AG) FC Chiasso (TI) Grasshopper Zürich (ZH) SC Kriens (LU) FC Lausanne-Sport (VD) FC Stade Lausanne-Ouchy (VD) FC Schaffhausen (SH) FC Wil (SG) FC Winterthur (ZH) | FC Black Stars Basel (BS) FC Bavois (VD) AC Bellinzona (TI) Étoile Carouge (GE) SC Cham (ZG) SC YF Juventus (ZH) Stade Nyonnais (VD) FC Rapperswil-Jona (SG) Yverdon-Sport FC (VD) | FC Bassecourt (JU) FC Bulle (FR) FC Echallens (VD) Olympique de Genève FC (GE) Lancy FC (GE) FC Linth 04 (GL) FC Meyrin (GE) FC Red Star Zürich (ZH) FC Wettswil-Bonstetten (ZH) FC Wohlen (AG) | FC Allschwil (BL) Signal FC Bernex-Confignon (GE) FC Freienbach (SZ) FC Gambarogno-Contone (TI) AS Calcio Kreuzlingen (TG) FC Monthey (VS) FC Muri (AG) FC Olten (SO) FC Rotkreuz (ZG) FC Spiez (BE) FC Sursee (LU) AC Taverne (TI) | 2. Liga regional FC Altstätten (SG) FC Concordia Basel (BS) FC Béroche-Gorgier (NE) FC Iliria (SO) FC Mutschellen (AG) FC Perly-Certoux (GE) Pully Football (VD) FC Rothorn (BE) FC Saxon-Sports (VS) FC Schoenberg (FR) FC Seefeld ZH (ZH) FC Uster (ZH) FC Wetzikon (ZH) 4. Liga FC Escholzmatt-Marbach * (LU) |

## 1. Runde
In der ersten Runde können die Mannschaften aus der Super League und der Challenge League gemäss Reglement nicht aufeinandertreffen. Die Mannschaft aus der niedrigeren Liga erhält den Heimvorteil, bei zwei Mannschaften aus der gleichen Liga erhält ihn die erstgezogene. Die Spielpaarungen der 1. Runde wurden am Freitag, 28. Juni 2019, im Haus des Fussballs in Muri ausgelost.
| Datum                      |                                      | Ergebnis                    |                               |
| -------------------------- | ------------------------------------ | --------------------------- | ----------------------------- |
| 16. August 2019, 19:30 Uhr | FC Concordia Basel (2.)              | 0:5 (0:0)                   | FC Lugano (SL)                |
| 16. August 2019, 19:30 Uhr | Étoile Carouge (PL)                  | 0:1 (0:0)                   | BSC Young Boys (SL)           |
| 17. August 2019, 16:00 Uhr | FC Red Star Zürich (1.)              | 1:3 (1:0)                   | FC Wil (ChL)                  |
| 17. August 2019, 16:00 Uhr | SC YF Juventus (PL)                  | 0:3 (0:2)                   | FC Winterthur (ChL)           |
| 17. August 2019, 16:00 Uhr | FC Wetzikon (2.)                     | 1:3 (0:1)                   | FC Meyrin (1.)                |
| 17. August 2019, 16:00 Uhr | FC Wohlen (1.)                       | 2:1 (1:0)                   | FC Wettswil-Bonstetten (1.)   |
| 17. August 2019, 17:00 Uhr | Pully Football (2.)                  | 1:4 (1:1)                   | FC Basel (SL)                 |
| 17. August 2019, 17:00 Uhr | FC Seefeld Zürich (2.)               | 1:9 (1:2)                   | Grasshoppers Zürich (ChL)     |
| 17. August 2019, 17:00 Uhr | FC Echallens (1.)                    | 0:6 (0:1)                   | Servette FC Genève (SL)       |
| 17. August 2019, 17:00 Uhr | FC Black Stars Basel (PL)            | 1:2 (1:1)                   | FC Zürich (SL)                |
| 17. August 2019, 17:00 Uhr | FC Altstätten (2.)                   | 1:3 (0:2)                   | FC Bassecourt (1.)            |
| 17. August 2019, 17:00 Uhr | FC Rothorn (2.)                      | 1:3 n. V. (1:1, 0:0)        | FC Sursee (2. Int.)           |
| 17. August 2019, 18:00 Uhr | AC Taverne (2. Int.)                 | 1:4 (0:1)                   | SC Kriens (ChL)               |
| 17. August 2019, 18:00 Uhr | FC Iliria (2.)                       | 1:6 (1:3)                   | FC Lausanne-Sport (ChL)       |
| 17. August 2019, 18:00 Uhr | FC Allschwil (2. Int.)               | 1:10 (0:6)                  | FC Sion (SL)                  |
| 17. August 2019, 18:00 Uhr | FC Bulle (1.)                        | 2:1 n. V. (1:1, 1:1)        | FC Chiasso (ChL)              |
| 17. August 2019, 18:00 Uhr | FC Perly-Certoux (2.)                | 0:5 (0:1)                   | FC Stade Lausanne-Ouchy (ChL) |
| 17. August 2019, 18:00 Uhr | FC Saxon Sports (2.)                 | 2:4 (1:1)                   | FC Spiez (2. Int.)            |
| 17. August 2019, 18:00 Uhr | FC Rotkreuz (2. Int.)                | 0:2 (0:0)                   | FC Freienbach (2. Int.)       |
| 17. August 2019, 18:00 Uhr | FC Muri (2. Int.)                    | 2:3 (0:1)                   | FC Rapperswil-Jona (PL)       |
| 17. August 2019, 18:30 Uhr | FC Gambarogno-Contone (2. Int.)      | 0:5 (0:4)                   | AC Bellinzona (PL)            |
| 17. August 2019, 19:00 Uhr | FC Monthey (2. Int.)                 | 1:4 (1:2)                   | FC St. Gallen (SL)            |
| 17. August 2019, 19:00 Uhr | FC Mutschellen (2.)                  | 0:3 (0:1)                   | Stade Nyonnais (PL)           |
| 18. August 2019, 14:00 Uhr | FC Linth 04 (1.)                     | 3:1 (1:1)                   | FC Schaffhausen (ChL)         |
| 18. August 2019, 14:00 Uhr | SC Cham (PL)                         | 2:2 n. V. (1:1) (1:3 i. E.) | FC Aarau (ChL)                |
| 18. August 2019, 14:00 Uhr | FC Béroche-Gorgier (2.)              | 1:1 n. V. (0:0) (5:4 i. E.) | FC Olten (2. Int.)            |
| 18. August 2019, 15:00 Uhr | Signal FC Bernex-Confignon (2. Int.) | 0:2 (0:0)                   | FC Thun (SL)                  |
| 18. August 2019, 15:00 Uhr | FC Escholzmatt-Marbach (4.)          | 0:14 (0:6)                  | FC Bavois (PL)                |
| 18. August 2019, 15:00 Uhr | FC Schoenberg (2.)                   | 1:5 (1:2)                   | Olympique de Genève FC (1.)   |
| 18. August 2019, 15:00 Uhr | FC Uster (2.)                        | 1:3 (0:1)                   | Lancy FC (1.)                 |
| 18. August 2019, 16:00 Uhr | Yverdon-Sport FC (PL)                | 1:2 (0:0)                   | Neuchâtel Xamax (SL)          |
| 18. August 2019, 16:00 Uhr | AS Calcio Kreuzlingen 1 (2. Int.)    | 0:2 (0:1)                   | FC Luzern (SL)                |

## 2. Runde
In der zweiten Runde können die Mannschaften aus der Super League nicht aufeinandertreffen. Die Mannschaft aus der niedrigeren Liga erhält den Heimvorteil, bei zwei Mannschaften der gleichen Liga bekommt ihn die erstgezogene. Die Spielpaarungen der 2. Runde wurden am 18. August 2019 in der Sendung Schweizer Cup – Goool auf SRF zwei durch Michel Renggli ausgelost.
| Datum                         |                             | Ergebnis   |                               |
| ----------------------------- | --------------------------- | ---------- | ----------------------------- |
| 13. September 2019, 19:00 Uhr | Grasshoppers Zürich (ChL)   | 1:0 (0:0)  | Servette FC Genève (SL)       |
| 13. September 2019, 20:00 Uhr | FC Winterthur (ChL)         | 2:0 (0:0)  | FC St. Gallen (SL)            |
| 14. September 2019, 16:00 Uhr | FC Spiez (2. Int.)          | 0:4 n. V.  | FC Linth 04 (1.)              |
| 14. September 2019, 16:30 Uhr | FC Sursee (2. Int.)         | 1:2 (0:1)  | FC Bulle (1.)                 |
| 14. September 2019, 17:00 Uhr | FC Freienbach (2. Int.)     | 2:11 (0:5) | BSC Young Boys (SL)           |
| 14. September 2019, 17:00 Uhr | Olympique de Genève FC (1.) | 1:2 (0:0)  | FC Bavois (PL)                |
| 14. September 2019, 17:30 Uhr | FC Béroche-Gorgier (2.)     | 2:1 (0:1)  | Lancy FC (1.)                 |
| 14. September 2019, 17:30 Uhr | SC Kriens (ChL)             | 2:4 (2:1)  | FC Stade Lausanne-Ouchy (ChL) |
| 14. September 2019, 18:00 Uhr | FC Lausanne-Sport (ChL)     | 3:0 (0:0)  | FC Lugano (SL)                |
| 14. September 2019, 19:00 Uhr | FC Meyrin (1.)              | 0:3 (0:0)  | FC Basel (SL)                 |
| 14. September 2019, 19:00 Uhr | FC Wil (ChL)                | 1:2 (1:1)  | FC Zürich (SL)                |
| 15. September 2019, 14:30 Uhr | Stade Nyonnais (PL)         | 0:1 (0:1)  | FC Thun (SL)                  |
| 15. September 2019, 15:00 Uhr | AC Bellinzona (PL)          | 1:2 (0:1)  | Neuchâtel Xamax (SL)          |
| 15. September 2019, 15:30 Uhr | FC Bassecourt (1.)          | 0:3 (0:1)  | FC Rapperswil-Jona (PL)       |
| 15. September 2019, 16:00 Uhr | FC Wohlen (1.)              | 0:4 (0:0)  | FC Luzern (SL)                |
| 15. September 2019, 16:00 Uhr | FC Aarau (ChL)              | 1:2 (1:1)  | FC Sion (SL)                  |

## Achtelfinal
Im Achtelfinal können die Partien ohne Bedingungen gezogen werden, d. h. jede Mannschaft kann auf jede andere Mannschaft treffen. Die Mannschaft aus der niedrigeren Liga erhält das Heimrecht, bei zwei Mannschaften der gleichen Liga bekommt es die erstgezogene. Die Spielpaarungen wurden am 15. September 2019 in der Sendung Schweizer Cup – Goool auf SRF zwei durch Michel Renggli ausgelost.
| Datum                       |                               | Ergebnis  |                         |
| --------------------------- | ----------------------------- | --------- | ----------------------- |
| 29. Oktober 2019, 19:30 Uhr | FC Béroche-Gorgier (2.)       | 1:7 (0:4) | FC Bavois (PL)          |
| 30. Oktober 2019, 19:00 Uhr | Grasshoppers Zürich (ChL)     | 0:1 (0:0) | FC Luzern (SL)          |
| 30. Oktober 2019, 19:30 Uhr | FC Winterthur (ChL)           | 1:0 (1:0) | FC Thun (SL)            |
| 30. Oktober 2019, 20:00 Uhr | FC Linth 04 (1.)              | 0:2 (0:1) | FC Sion (SL)            |
| 30. Oktober 2019, 20:15 Uhr | BSC Young Boys (SL)           | 4:0 (2:0) | FC Zürich (SL)          |
| 30. Oktober 2019, 20:15 Uhr | FC Stade Lausanne-Ouchy (ChL) | 1:2 (0:0) | FC Basel (SL)           |
| 31. Oktober 2019, 19:30 Uhr | FC Bulle (1.)                 | 2:3 (0:2) | FC Rapperswil-Jona (PL) |
| 31. Oktober 2019, 20:15 Uhr | FC Lausanne-Sport (ChL)       | 6:0 (4:0) | Neuchâtel Xamax (SL)    |

## Viertelfinal
Auch im Viertelfinal werden die Partien ohne Bedingungen gezogen, d. h. jede Mannschaft kann auf jede andere Mannschaft treffen. Heimrecht hat im Viertel- und Halbfinal die erstgezogene Mannschaft. Die Spielpaarungen wurden am 31. Oktober 2019 in der Sendung Schweizer Cup – Goool auf SRF zwei ausgelost. Sie sollten ursprünglich am 3. und 4. März 2020 ausgetragen werden, wurden aber aufgrund der COVID-19-Pandemie verschoben. Wegen der Teilnahme der Basler am Europa-League-Achtelfinal wurde die Partie zwischen FC Lausanne-Sport und dem FC Basel bereits vor dem Restart der Super League ausgetragen.
| Datum                     |                         | Ergebnis             |                     |
| ------------------------- | ----------------------- | -------------------- | ------------------- |
| 14. Juni 2020, 16:00 Uhr  | FC Lausanne-Sport (ChL) | 2:3 n. V. (2:2, 0:0) | FC Basel (SL)       |
| 5. August 2020, 18:00 Uhr | FC Winterthur (ChL)     | 4:0 (2:0)            | FC Bavois (PL)      |
| 6. August 2020, 18:00 Uhr | FC Rapperswil-Jona (PL) | 1:2 (0:2)            | FC Sion (SL)        |
| 6. August 2020, 18:00 Uhr | FC Luzern (SL)          | 1:2 n. V. (1:1, 1:1) | BSC Young Boys (SL) |

## Halbfinal
Die Spielpaarungen wurden am 5. März 2020 in der Sendung Schweizer Cup – Goool auf SRF zwei durch Benjamin Huggel ausgelost.
| Datum                      |                     | Ergebnis  |                     |
| -------------------------- | ------------------- | --------- | ------------------- |
| 9. August 2020, 16:00 Uhr  | BSC Young Boys (SL) | 3:1 (0:0) | FC Sion (SL)        |
| 25. August 2020, 20:15 Uhr | FC Basel (SL)       | 6:1 (3:1) | FC Winterthur (ChL) |

## Final
Der Final fand am Sonntag, 30. August 2020, im Stadion Wankdorf in Bern statt.
| Paarung        | FC Basel – BSC Young Boys |
| Ergebnis       | 1:2 (1:0) |
| Datum          | 30. August 2020 um 17:30 Uhr |
| Stadion        | Stadion Wankdorf, Bern |
| Schiedsrichter | Sandro Schärer |
| Tore           | 1:0 Omar Alderete (42.) 1:1 Jean-Pierre Nsame (50.) 1:2 Marvin Spielmann (89.) |
| FC Basel       | Đorđe Nikolić – Silvan Widmer, Jasper van der Werff, Omar Alderete, Raoul Petretta – Yannick Marchand (80. Eray Cömert), Fabian Frei – Valentin Stocker (86. Samuele Campo), Ricky van Wolfswinkel, Afimico Pululu – Kemal Ademi Cheftrainer: Marcel Koller |
| BSC Young Boys | David von Ballmoos – Jordan Lefort, Fabian Lustenberger (49. Cédric Zesiger), Mohamed Ali Camara, Ulisses Garcia (82. Marvin Spielmann) – Miralem Sulejmani (66. Gianluca Gaudino), Michel Aebischer, Christopher Martins (66. Vincent Sierro), Nicolas Moumi Ngamaleu (82. Guillaume Hoarau) – Christian Fassnacht, Jean-Pierre Nsame Cheftrainer: Gerardo Seoane |